# Ferenc Cserháti

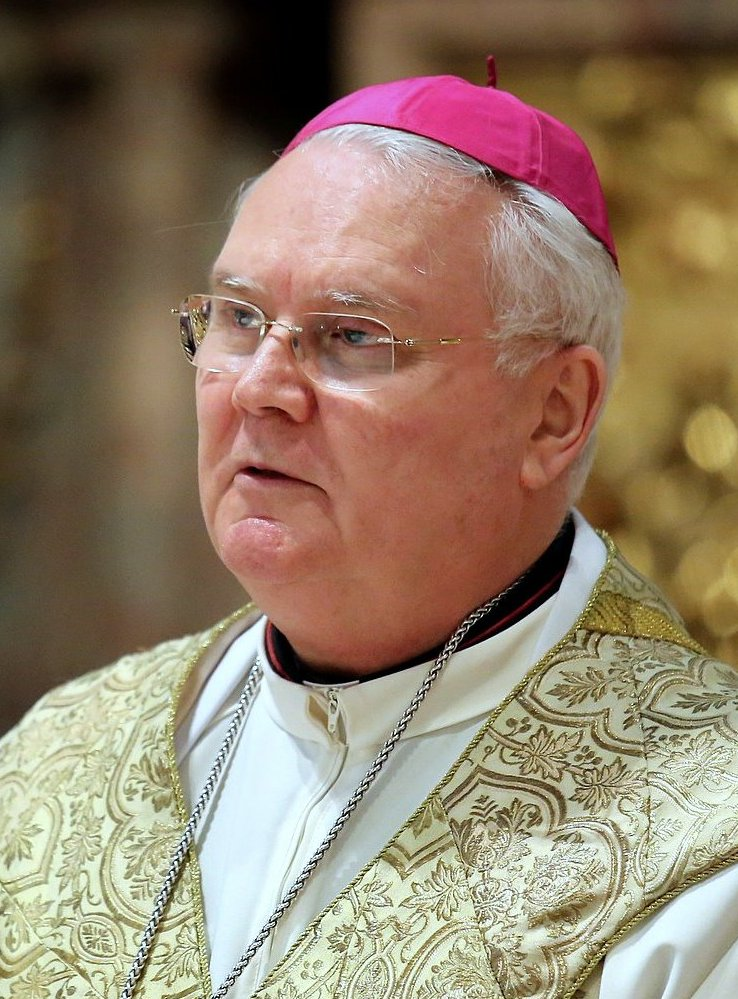
Ferenc Cserháti (2013)

Ferenc Cserháti (auch Franz Cserháti; * 12. Februar 1947 in Turulung, Rumänien; † 22. Juli 2023) war ein deutscher römisch-katholischer Geistlicher und Weihbischof in Esztergom-Budapest in Ungarn.

## Leben
Ferenc Cserháti stammte aus einer Sathmar-schwäbischen Familie aus Turulung. Er studierte ab 1965 Philosophie und Katholische Theologie am Priesterseminar in Alba Iulia. Am 18. April 1971 empfing er in Alba Iulia durch den Bischof von Alba Iulia, Áron Márton, das Sakrament der Priesterweihe für das Bistum Oradea Mare und Satu Mare (ab 1982: Bistum Satu Mare).
Cserháti war nach der Priesterweihe zunächst als Kaplan in Căpleni (1971–1973) und in Sighetu Marmației (1973–1979) tätig. 1979 kam er als Spätaussiedler nach Deutschland und nahm an der Philosophisch-Theologischen Hochschule Sankt Georgen in Frankfurt am Main weiterführende Studien im Fach Katholische Theologie auf. Später setzte er diese an der Universität Innsbruck fort, an der er 1980 mit der Arbeit Die Mariologie P. Otto Semmelroths und die Reaktion der Theologen auf diese Mariologie ein Lizenziat im Fach Katholische Theologie erwarb und 1982 bei George Vass SJ mit der Arbeit Eingliederung in die Kirche um des Heiles Willen. Eine Studie über die Vereinbarkeit der zwei katholischen Lehren: Heilsnotwendigkeit der Kirche und Heilsmöglichkeit außerhalb ihr, mit besonderer Berücksichtigung der dogmatischen Konstitution „Lumen Gentium“ des II. Vatikanums und des „Axiom“-s: „Außerhalb der Kirche kein Heil“ zum Doktor der Theologie promoviert wurde.
Danach wirkte Cserháti als Kaplan in der Pfarrei St. Margaret in München. Von 1984 bis 2002 war er Leiter der Ungarischen Katholischen Mission in München, die zu dieser Zeit 11.000 Mitglieder zählte. Zudem leitete er den Ungarischen Caritasdienst in München (1985–2002) und den Trägerverein des Studentenwohnheims Paulinum (1989–1993). Überdies lehrte er von 1991 bis 1992 an der Theologischen Hochschule in Alba Iulia. Ab 1996 fungierte Cserháti als Delegat der Ungarischen Katholischen Bischofskonferenz für die im europäischen Ausland lebenden Ungarn und ab 2002 zusätzlich als Delegat der Deutschen Bischofskonferenz für die katholische Seelsorge ungarischer Sprache in allen Bistümern Deutschlands. Papst Johannes Paul II. verlieh ihm am 8. Februar 2003 den Ehrentitel Päpstlicher Ehrenkaplan.
Am 15. Juni 2007 ernannte ihn Papst Benedikt XVI. zum Titularbischof von Centuria und zum Weihbischof im Erzbistum Esztergom-Budapest mit Sitz in Budapest. Die Bischofsweihe spendete ihm der Primas von Ungarn und Erzbischof von Esztergom-Budapest, Péter Kardinal Erdő, am 15. August desselben Jahres in der Kathedrale Unserer Lieben Frau und des heiligen Adalbert in Esztergom; Mitkonsekratoren waren der Erzbischof von Eger, Csaba Ternyák, und der Bischof von Satu Mare, Jenő Schönberger. Cserháti wählte den Wahlspruch Caritas omnia vincit („Die Liebe besiegt alles“), ein Zitat aus den Betrachtungen über die sieben Gaben des Heiligen Geistes, die der hl. Bonaventura 1267 veröffentlichte. Als Weihbischof war er zuständig für die Ausländer-, Migranten- und Touristenseelsorge im Erzbistum Esztergom-Budapest.
In der Ungarischen Katholischen Bischofskonferenz koordinierte Cserháti bereits ab 2006 die pastorale Betreuung der im Ausland lebenden Ungarn. Zudem war er ab 2008 Mitglied der Kommission für die Caritas und leitete den Unterausschuss für die Menschen unterwegs und die Schausteller. Darüber hinaus gehörte er bis 2022 der Kommission der Bischofskonferenzen der Europäischen Gemeinschaft (COMECE) an. Außerdem blieb er bis 2012 Delegat der Deutschen Bischofskonferenz für die katholische Seelsorge ungarischer Sprache. Ferner gehörte Cserháti bereits ab 1991 dem Kuratorium der Kardinal-Mindszenty-Stiftung an und fungierte ab 1996 als Chefredakteur der Zeitschrift Életünk („Unser Leben“). Ab 2004 war er zudem Mitglied des Malteserordens. 2021 erhielt er den Ungarischen Verdienstorden (Komtur mit Stern).
Papst Franziskus nahm am 3. Februar 2023 das von Ferenc Cserháti aus Altersgründen vorgebrachte Rücktrittsgesuch an. Cserháti starb im Juli 2023 im Alter von 76 Jahren.

## Schriften
- Die Mariologie P. Otto Semmelroths und die Reaktion der Theologen auf diese Mariologie. Innsbruck 1980.
- Eingliederung in die Kirche um des Heiles Willen. Eine Studie über die Vereinbarkeit der zwei katholischen Lehren: Heilsnotwendigkeit der Kirche und Heilsmöglichkeit außerhalb ihr, mit besonderer Berücksichtigung der dogmatischen Konstitution „Lumen Gentium“ des II. Vatikanums und des „Axiom“-s: „Außerhalb der Kirche kein Heil“ (= Europäische Hochschulschriften, Reihe 23: Theologie. Band 228). Peter Lang, Frankfurt am Main 1984, ISBN 978-3-8204-7982-9.
- Ferenc Cserháti (Hrsg.): Jubileumi értesítő Szent István király halálának 950. évfordulójára és a müncheni Magyar Katolikus Misszió 10 éves fennállására / Jubiläums-Pfarrbrief zum 950. Todestag des Heiligen Stephan von Ungarn und zum Andenken der Errichtung der Ungarischen Katholischen Mission als selbständige Seelsorgestelle vor 10 Jahren. Magyar Katolikus Misszió, München 1988.
- Hitébresztő. Szent István Társulat, Budapest 1993, OCLC 1088278930.
- Ünnepszemle. Szent István Társulat, Budapest 1996.
- Az egyházzal vagy nélküle. Tanulmány két katolikus tanítás összeegyeztethetőségéről: az egyház szükségessége az üdvösségre és az üdvösség lehetősége annak keretein kívül, különös tekintettel a II. Vatikáni zsinat Lumen Gentium dogmatikai konstitúciójára és az ‚axiómára‘: Az egyházon kívül nincs üdvösség. Szent Maximilian Lap- és Könyvkiadó, München 2004, ISBN 978-963-7573-20-0.
- Szentleckekísérő: homíliák a vasárnapi szentleckék A-B-C sorozata alapján. Szent István Társulat, Budapest 2004, ISBN 978-963-361-427-3.
- Vatikáni megbízottak. A külföldi magyar lelkipásztori szolgálatban 1945–2006. Szent István Társulat, Budapest 2009, ISBN 978-963-277-096-3.
- Ferenc Cserháti, István Elmer: A magyarok vándor püspöke: Elmer István. Beszélgetése Cserháti Ferenccel, a külföldön élő magyarok püspökével (= Pásztorok. Band 15). Szent István Társulat, Budapest 2012, ISBN 978-963-277-340-7.
- Magyarok a bajor fővárosban. Magyar Egyháztörténeti Enciklopédia Munkaközösség, Budapest 2016, ISBN 978-963-9662-92-6.